# Калининский сельский совет (Липоводолинский район)
Калининский сельский совет (укр. Калінінська сільська рада) — входит в состав
Липоводолинского района
Сумской области
Украины.
Административный центр сельского совета находится в 
пос. Сухая Грунь.

## Населённые пункты совета
- пос. Сухая Грунь
- с. Весёлое
- с. Галаевец
- с. Легуши
- с. Чирвино